# Club Catalònia
Club Catalònia fou una entitat creada la tardor de 1975 sota la forma de societat civil per Joan-Anton Maragall i Noble, Josep Antoni Linati i Bosch (director general d'Aigües de Barcelona), Higini Torras i Majem (president de Torras Hostench i d'El Noticiero Universal), Joan Alegre i Marcet (president de FECSA), Jaume Carner i Suñol (president de Banca Catalana), Ramon Guardans, Pau Roig i Giralt, Carles Sentís i Anfruns, Salvador Millet i Bel, Ignasi Ventosa i Despujol, i altres, partidaris de la via evolutiva cap a la democràcia i que rebutjaven el trencament democràtic.
Defensaven el regionalisme, el monarquisme i el liberalisme, en la tradició històrica de la Lliga Catalana amb la pretensió de ser l'eix d'un futur gran partit burgès català. Patí un fort cop el novembre de 1976 quan Salvador Millet i Bel l'abandonà per a crear la Lliga Liberal Catalana i Josep Antoni Linati i Higini Torras Magem crearen el Partit Democràtic Liberal Català. El febrer de 1977 es transformà en Catalònia-Partit Polític Català sota la presidència de Joan Alegre i Marcet i l'abril de 1977 s'integrà a Concòrdia Catalana, partit promogut per Joan Antoni Samaranch però que no va arribar a presentar-se a les eleccions de 1977.